# きれいずきん生活
きれいずきん生活 （きれいずきんせいかつ）とは、2009年2月に発売されたサンエックスのキャラクターである。頭巾を被ることで掃除好きの「きれいずきん」に変身するアライグマがメインキャラクターである。

## ゲーム
『きれいずきん生活』 （きれいずきんせいかつ）は、コロムビアミュージックエンタテインメント（現・日本コロムビア）から2010年4月22日に発売されたニンテンドーDS用ゲームソフト。